# Muzejní pedagog
Muzejní pedagog je profesionál, který pomáhá naplňovat edukační poslání muzeí.

## Rozdělení
Problematika profesí edukačních pracovníků muzeí zahrnuje celou škálu muzejně-pedagogických profesí, jejich kompetencí a označení, a to jak v českém tak i v cizojazyčném prostředí. Vedle označení muzejní pedagog se tak setkáváme s termíny jako pedagog volného času, kurátor pro edukační činnost, lektor, animátor, edukační pracovník muzea, muzejní edukátor, průvodce atd. V České republice rozlišujeme podle Katalogu prací a kvalifikačních předpokladů z roku 2007 (v sekci Kultura) dvě profese zahrnující práci s veřejností v muzejním prostředí, a to tzv. zřízence v kulturních zařízeních (např. dozorce, šatnář, pokladní) a průvodce. Profese, které vyžadují vyšší muzejně-pedagogickou odbornost pak v Katalogu prací a kvalifikačních předpokladů z roku 2007 (v sekci Výchova a vzdělání) zahrnují profese pedagoga volného času a lektora-instruktora.
V Česku lze tak podle výše dosažené pedagogické odbornosti rozlišit celkem čtyři základní kategorie muzejně-pedagogických profesí: dozorce, průvodce, lektora a na nejvyšší příčce muzejně-pedagogické odbornosti muzejního pedagoga.
- Dozorce dohlíží nad prostory muzejní expozice a na návštěvníky, kteří se v těchto prostorách pohybují. Dozorce by měl být též schopen poskytnout návštěvníkům stručnou informaci o expozici či výstavě a pomoci návštěvníkům správně se v těchto prostorách orientovat. Dále by měl ovládat některá technická zařízení, znát krizový plán a únikové cesty muzea a měl by umět poskytnout první pomoc.
- Průvodce provází muzejní návštěvníky určitou trasou a reprodukuje jim informace, které ve formě výkladového textu obdržel od nadřízeného muzejně-pedagogického pracovníka.
- Lektor je schopen na základě svých odborných znalostí v určitém oboru a podkladů od muzejního pedagoga si sám zvolit výklad a trasu expozicí či svůj výklad přizpůsobit specifickým skupinám muzejních návštěvníků.
- Muzejní pedagog představuje odborníka v oblasti pedagogiky a oborů zastoupených v daném muzeu. Má na starosti celkovou edukační koncepci muzea (podílí se na přípravě výstav, expozic a jejich vzdělávacích a doprovodných programů, instruuje dozorce a průvodce, poskytuje náměty lektorským programům aj.). Jeho profese vyžaduje odborné znalosti v oblasti pedagogiky, muzeologie a muzejní pedagogiky, dobré komunikační a koordinační schopnosti, všestranný rozhled, zaujatost pro práci v muzeu, tvůrčí dovednosti i nutnost dalšího vzdělávání a odborné publikační činnosti.[7]